# ینی‌بل‌کاواک (قزل‌اورن)
ینی‌بل‌کاواک (به ترکی استانبولی: Yenibelkavak) یک منطقهٔ مسکونی در ترکیه است که در قزل‌اورن واقع شده‌است.